# Mimesthes karooensis
Mimesthes karooensis is een keversoort uit de familie van oliekevers (Meloidae). De wetenschappelijke naam van de soort is voor het eerst geldig gepubliceerd in 2000 door Bologna.